# 蔵王国定公園
蔵王国定公園（ざおうこくていこうえん）は、宮城県と山形県にまたがってある国定公園。奥羽山脈上の面白山およびその南に続く蔵王連峰からなる山岳公園で、1963年（昭和38年）8月8日に指定された。面積は39,635ha。

## 概要
当園の総面積39,635haのうち、国有地は26,982ha（68.1%）、公有地は825ha（2.1%）、私有地は11,828ha（29.8%）。全体の97.3%が特別地域であり、うち御釜周辺から不忘山にかけてが特別保護地区に指定されている。
蔵王一帯はスキーリゾートとしても名高く、樹氷の名所として知られる（蔵王連峰参照）。公園北部の面白火山群一帯は紅葉川渓谷や二口峡谷など変化に富んだ景観が見られ、穴場のレジャー地となっている。
また、奥の細道でも著名な山寺（立石寺）も同公園内に含まれる。二口峡谷の磐司岩は表磐司・裏磐司・日陰磐司から成り、多数の岩が屹立する柱状節理で、国の名勝となっている。ほかに同公園内に含まれる温泉地としては山形県側に蔵王温泉、宮城県側に青根温泉、遠刈田温泉、峩々温泉などがある。

## 火山
- 熊野岳
- 雁戸山
- 大東岳